# Kytorhinus lygaeus
Kytorhinus lygaeus is een keversoort uit de familie bladkevers (Chrysomelidae). De wetenschappelijke naam van de soort werd in 1974 gepubliceerd door Iablokov-khnzoryan.